# Flaignes-les-Oliviers
Flaignes-les-Oliviers est une localité de Flaignes-Havys et une ancienne commune française, située dans le département des Ardennes en région Grand Est.
Elle fusionne avec la commune de Havys, le 3 mars 1982, pour former la commune de Flaignes-Havys et former le bourg principal de cette dernière.

## Géographie
La commune avait une superficie de 8,46 km2

## Toponymie
Flaignes-les-Oliviers est une ancienne commune du département des Ardennes, qui fusionna avec Havys, le 3 mars 1982, pour former la commune de Flaignes-Havys.
Les-Oliviers doit se comprendre comme « la terre de la famille Olivier ».

## Histoire
Flaignes-les-Oliviers était un des 17 villages de la terre des Potées (de Potestatibus ou propriétés, avec la notion de souveraineté) qui appartenaient au chapitre métropolitain de Reims et dont les seigneurs de Rumigny étaient les avoués. Dès 1215, le chapitre accorde, dès 1215, douze deniers blancs et une poule ou un chapon à recevoir annuellement de chaque famille des villages nouveaux. De son côté, l’avoué promet aux chanoines aide et assistance pour les constructions projetées et aux habitants son appui et protection.
En 1200, Nicolas IV de Rumigny fut excommunié par Guillaume aux Blanches-Mains, évêque de Reims, pour les torts et dommages dont il s’était rendu coupable envers l’église de Reims en outrepassant ses droits (exactions et redevances illégales sur les habitants, pendaison d’un assassin, etc). Le pape Innocent III intervint même par un bref du 21 janvier 1201. Finalement, le seigneur rendit aux chanoines les bois, et les dédommagea pour les dégâts commis.
Par arrêté préfectoral du 24 février 1982, la commune de Flaignes-les-Oliviers est fusionné, le 3 mars 1982, avec la commune de Havys, pour former la commune de Flaignes-Havys. L'ancienne commune devient le chef-lieu de la nouvelle commune.

## Administration
| Période                                  | Période | Identité           | Étiquette | Qualité |
| ---------------------------------------- | ------- | ------------------ | --------- | ------- |
| Les données manquantes sont à compléter. |         |                    |           |         |
| ?                                        | 1916    | Honoré Léon Oudart |           |         |

## Démographie
| 1793 | 1800 | 1806 | 1821 | 1831 | 1836 | 1841 | 1846 | 1851 |
| ---- | ---- | ---- | ---- | ---- | ---- | ---- | ---- | ---- |
| 276  | 313  | 328  | 316  | 324  | 315  | 355  | 370  | 336  |

| 1856 | 1861 | 1866 | 1872 | 1876 | 1881 | 1886 | 1891 | 1896 |
| ---- | ---- | ---- | ---- | ---- | ---- | ---- | ---- | ---- |
| lac. | lac. | 308  | 285  | 280  | 274  | 273  | 252  | 246  |

| 1901 | 1906 | 1911 | 1921 | 1926 | 1931 | 1936 | 1946 | 1954 |
| ---- | ---- | ---- | ---- | ---- | ---- | ---- | ---- | ---- |
| 232  | 218  | 237  | 200  | 194  | 197  | 189  | 196  | 171  |

| 1962 | 1968 | 1975 | - | - | - | - | - | - |
| ---- | ---- | ---- | - | - | - | - | - | - |
| 145  | 140  | 167  | - | - | - | - | - | - |

Histogramme

(élaboration graphique par Wikipédia)